# Suddivisioni dell'Emirato di Sharja
L'emirato di Sharja è formato da nove municipalità raggruppate in tre regioni.

## Municipalità

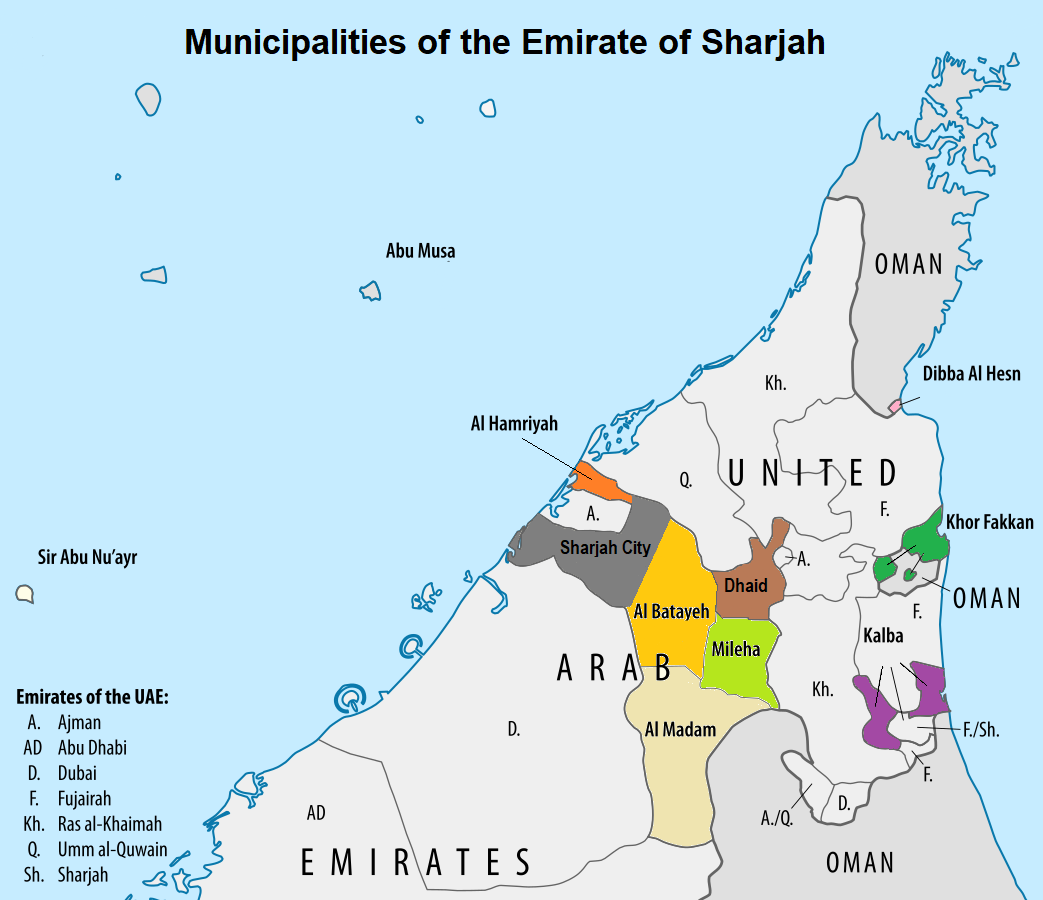
Mappa delle municipalità di Sharja.

L'emirato di Sharja è suddiviso in nove municipalità indicate nella tabella di seguito.
| Municipalità      | Nome arabo    | Coordinate              | Area (km²) | Popolazione (2015) |
| ----------------- | ------------- | ----------------------- | ---------- | ------------------ |
| Sharjah           | مدينة الشارقة | 25.349027°N 55.388262°E | 493,8      | 1 274 749          |
| Al Hamriyah       | الحمریه       | 25.481175°N 55.502548°E | 71,8       | 3 297              |
| Al Bataeh         | البطائح       | 25.277668°N 55.732516°E | 545,2      | 3 958              |
| Al Madam          | المدام        | 24.983469°N 55.750946°E | 552,6      | 11 120             |
| Mleiha            | مليحة         | 25.136173°N 55.882931°E | 292,2      | 4 768              |
| Dhaid             | الذيد         | 25.287712°N 55.88141°E  | 315,9      | 20 165             |
| Kalba             | كلباء         | 25.079807°N 56.358912°E | 189,9      | 37 545             |
| Khor Fakkan       | خور فكان      | 25.334274°N 56.347913°E | 96,3       | 39 151             |
| Dibba Al-Hisn     | دبا الحصن     | 25.615518°N 56.27062°E  | 3,4        | 12 573             |
| Emirato di Sharja | إمارة الشارقة | 25.149625°N 55.815217°E | 2 561,1    | 1 407 326          |

L'isola di Abu Musa, contesa fra l'Emirato di Sharja e l'Iran, è talvolta indicata come decima municipalità. Se non considerata municipalità autonoma l'sola appartiene alla municipalità di Sharja, così come l'isola di Sir Abu Nu’ayr.

## Regioni
Anche se non ufficialmente riconosciuto esiste un raggruppamento delle municipalità in Regioni, che tuttavia è utilizzato anche in documenti ufficiali dell'Emirato. Questo raggruppamento prevede tre regioni così composte:
- Regione di Sharjah: Occupa la parte occidentale dell'emirato che si affaccia sul Golfo Persico. Comprende le Municipalità di Sharjah e Al Hamriyah;
- Regione Centrale: Occupa la zona centrale dell'Emirato che non ha sbocchi sul mare. Comprende le Municipalità di Al Bataeh, Al Madam, Dhaid e Mleiha;
- Regione Orientale: Occupa la parte orientale dell'emirato che si affaccia sul Golfo di Oman. Comprende le Municipalità di Dibba Al-Hisn, Kalba e Khor Fakkan.